# La Zarza, Badajoz
La Zarza là một đô thị ở tỉnh Badajoz, cộng đồng tự trị Extremadura, Tây Ban Nha. Theo điều tra dân số 2010 của Viện thống kê Tây Ban Nha (INE), đô thị này có dân số là 3621 người. Diện tích đô thị này là 84 ki-lô-mét vuông. Đô thị này nằm ở độ cao 329 m trên mực nước biển.